# 刘耕路
刘耕路，原名刘景禄，知名学者，红学家。为《1987年红楼梦》电视剧编剧之一，亦负责为年轻演员讲解《红楼梦》中的诗词。其本人学习古文古史出身，主要研究中国诗歌史。

## 主要作品
- 《韩愈及其作品》
- 《中国的诗词曲赋》
- 《中国历代帝王诗词选释》
- 《史记选译》
- 《红楼梦诗词解析》
- 《红楼诗梦》 新知三联书 2010年8月

## 链接
- 刘耕路：诗心诗梦解红楼[]